# Transect
 (novembre 2023).
Si vous disposez d'ouvrages ou d'articles de référence ou si vous connaissez des sites web de qualité traitant du thème abordé ici, merci de compléter l'article en donnant les références utiles à sa vérifiabilité et en les liant à la section « Notes et références ».
Pour le modèle d'urbanisme, voir Transect (urbain).

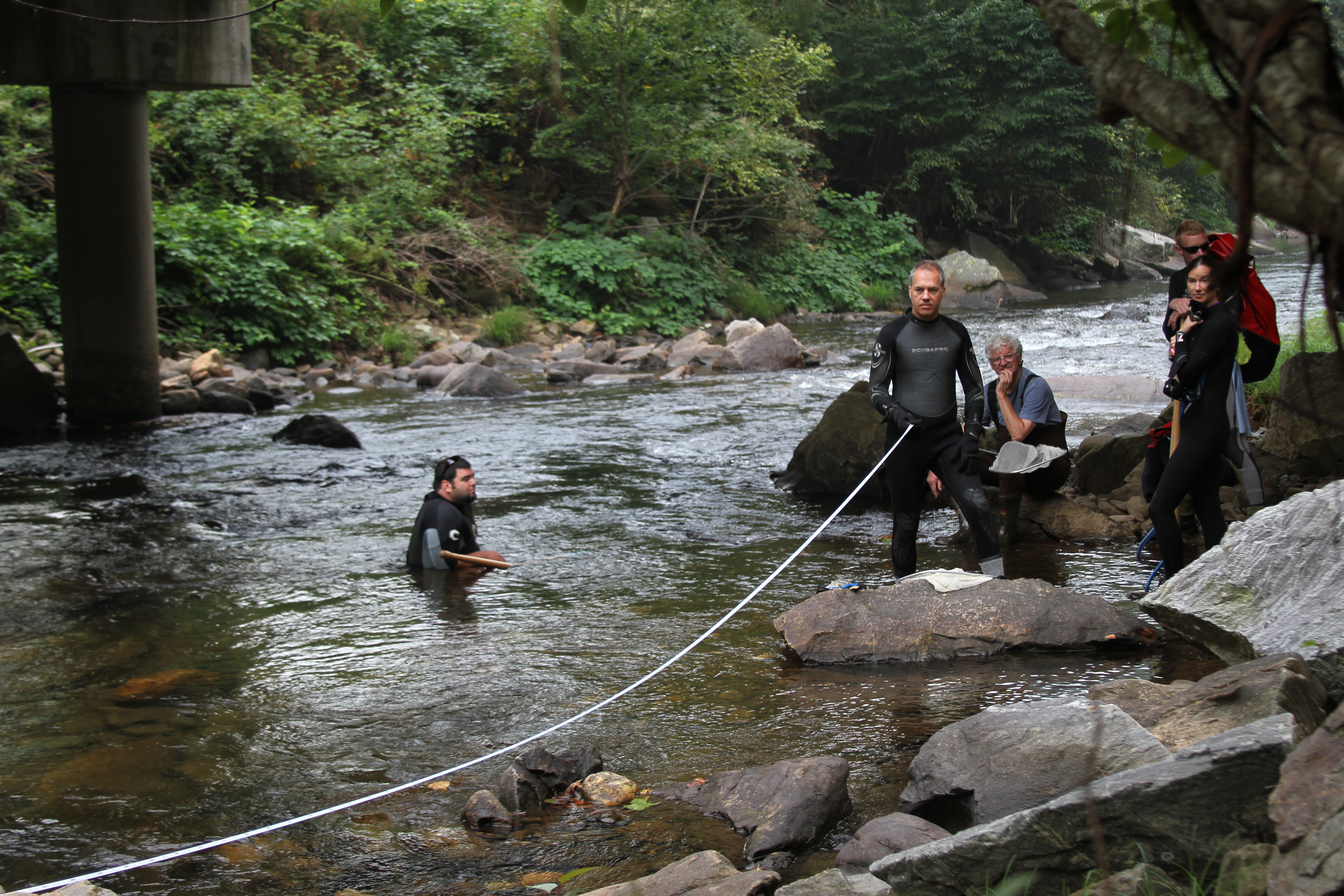
Un transect traversant un cours d'eau.

Un transect est une ligne virtuelle ou physique que l'on suit pour étudier un phénomène et le long de laquelle on effectue des mesures.
Un échantillonnage, systématique ou aléatoire, peut donner lieu à l'utilisation de quadrats (c'est-à-dire de cadres isolant – physiquement – la zone d'étude par rapport à l'extérieur).

## En forêt
Le transect (diagramme en profil) est une ligne virtuelle qui montre le profil du terrain et ceux des arbres et de leurs couronnes.